# 夸拉福雷
夸拉福雷（法語：Coye-la-Forêt，法語發音：[kwa la fɔʁɛ]）是法国瓦兹省的一个市镇，属于桑利斯区。

## 地理
夸拉福雷（49°8'32"N, 2°28'23"E）面积6.96 平方千米，位于法国上法蘭西大區瓦兹省，该省份为法国北部内陆省份，北起索姆省，西接厄尔省和滨海塞纳省，南至塞纳-马恩省和瓦兹河谷省，东临埃纳省。
与夸拉福雷接壤的市镇（或旧市镇、城区）包括：拉莫尔莱、尚蒂伊、奥里城、瓦兹河畔阿涅尔、绍蒙泰勒、吕扎什。

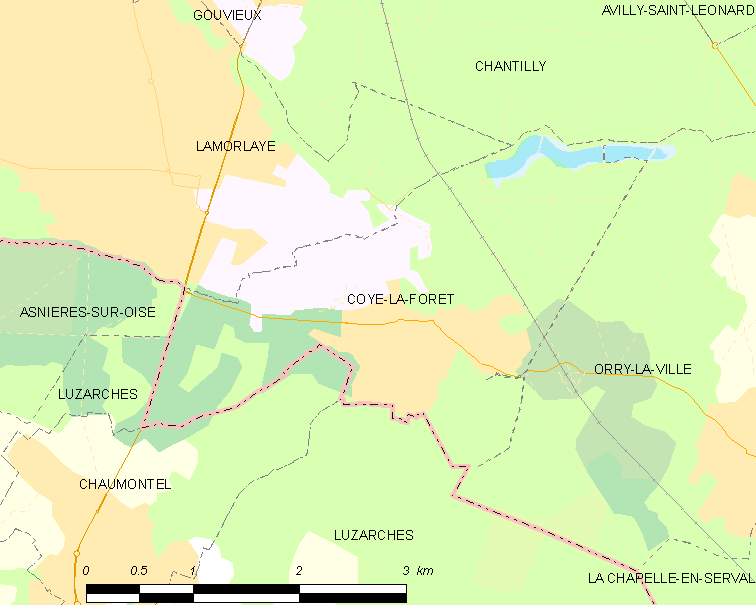
夸拉福雷的OSM定位图

夸拉福雷的时区为UTC+01:00、UTC+02:00（夏令时）。

## 行政
夸拉福雷的邮政编码为60580，INSEE市镇编码为60172。

## 政治
夸拉福雷所属的省级选区为尚蒂伊县。

## 人口

1962-2008年间夸拉福雷人口变化图示

夸拉福雷于2022年1月1日时的人口数量为3868人。